# McDonnell F-101 Voodoo
McDonnell F-101 Voodoo byl americký stíhací letoun, který vycházel z prototypu XF-88, z roku 1947. Původně byl navržen jako doprovodný stíhač dlouhého doletu pro bombardéry B-36. Prototyp F-101A vzlétl poprvé v roce 1954, tedy po ukončení projektu mezikontinentálních bombardérů a tak byl stroj roku 1957 zařazen do služby jako přepadový stíhač dlouhého doletu, který mohl být vyzbrojen jadernou zbraní. V letectvu USA však sloužil pouze krátce a bojově byla nasazena pouze průzkumná verze RF-101A ve Vietnamu a během Kubánské krize. Poslední stroj byl vyřazen roku 1984 v Kanadě.

## Vývoj

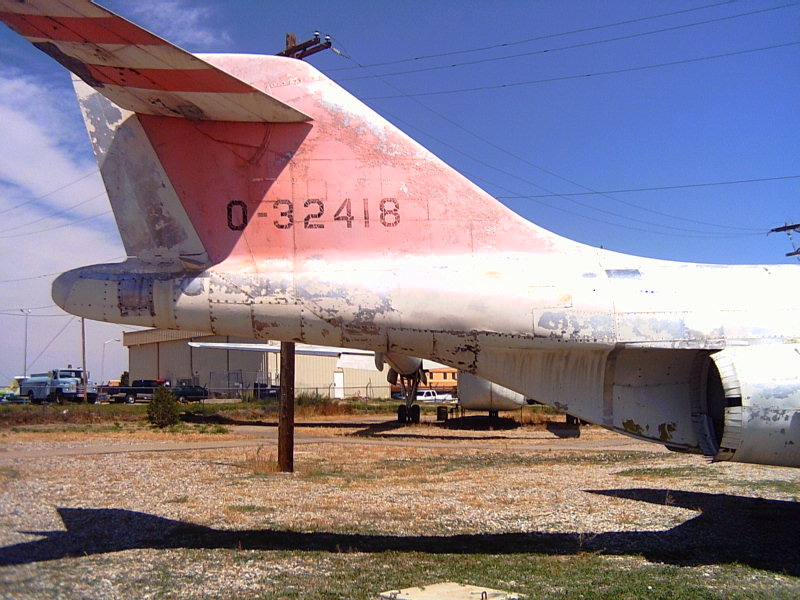
První produkční model F-101A, AF Serial No. 53-2418, v Pueblo Weisbrod Aircraft Museum v Pueblu ve státě Colorado, před restaurací stroje

Začátkem roku 1946 vydalo americké letectvo požadavek na stíhačku s dlouhým doletem, která by byla primárně určena k doprovodu bombardérů, ale měla by také schopnosti útočit na pozemní cíle. S cílem vyvinout letadlo, které by splňovalo specifikace letectví, spustila firma McDonnell Aircraft Corporation 1. dubna 1946 program Model 36.
Během necelých pěti měsíců byla maketa letadla v životní velikosti hotová a představena letectvu. Americké letectvo podepsalo 14. února 1947 s McDonnell Aircraft Corporation smlouvu v hodnotě 5,3 milionů dolarů. Jejím předmětem byla výroba a otestování dvou prototypů XP-88. Jejich pojmenování bylo o šest měsíců později změněno na XF-88.
20. října 1948 se testovací pilot Robert M. Edholm na jednom z prototypů poprvé vznesl do vzduchu. Letadlo, poháněné párem motorů XJ34-WE-13 od firmy Westinghouse, nemělo dostatečný výkon a tak dosáhlo maximální rychlost pouze 1031 km/h. Po tomto zklamání si McDonnell vyvinul svůj vlastní motor s přídavným spalováním, který měl o 34% vyšší tah. Druhý prototyp XF-88A byl již vybaven tímto novým pohonem a vzlétl 26. dubna 1949. V létě 1950 porazil XF-88A konkurenci v podobě Lockheed XF-90 a North American YF-93, ale americké letectvo tento program nakonec zrušilo.
V lednu 1951 vypsalo strategické velitelství vzdušných sil nové požadavky na stíhací letoun s dlouhým doletem, který by dokázal doprovázet bombardéry B-36 Peacemaker. Do soutěže se kromě McDonnell zapojila i firma Lockheed, North American a Republic. McDonnell přišel s návrhem, který sice vycházel z XF-88A, letadlo však mělo být výrazně přepracované. Návrh počítal s větším trupem, do kterého by se vešly výkonnější motory Pratt & Whitney J57 a více paliva. Zvětšila se také svislá ocasní plocha a vstupní ústrojí. V listopadu 1951 změnilo letectvo označení tohoto letadla na F-101 Voodoo a asi o měsíc později zaslalo firmě McDonnell žádost o pokračování ve vývoji. V programu nedošlo k výrobě žádného prototypu, ale letectvo v květnu 1953 objednalo hned 29 letounů F-101A. V květnu 1954 však nechalo pozastavit výrobu a vzneslo požadavek, aby nové letadlo bylo schopné nést i jaderné pumy.

### F-101A

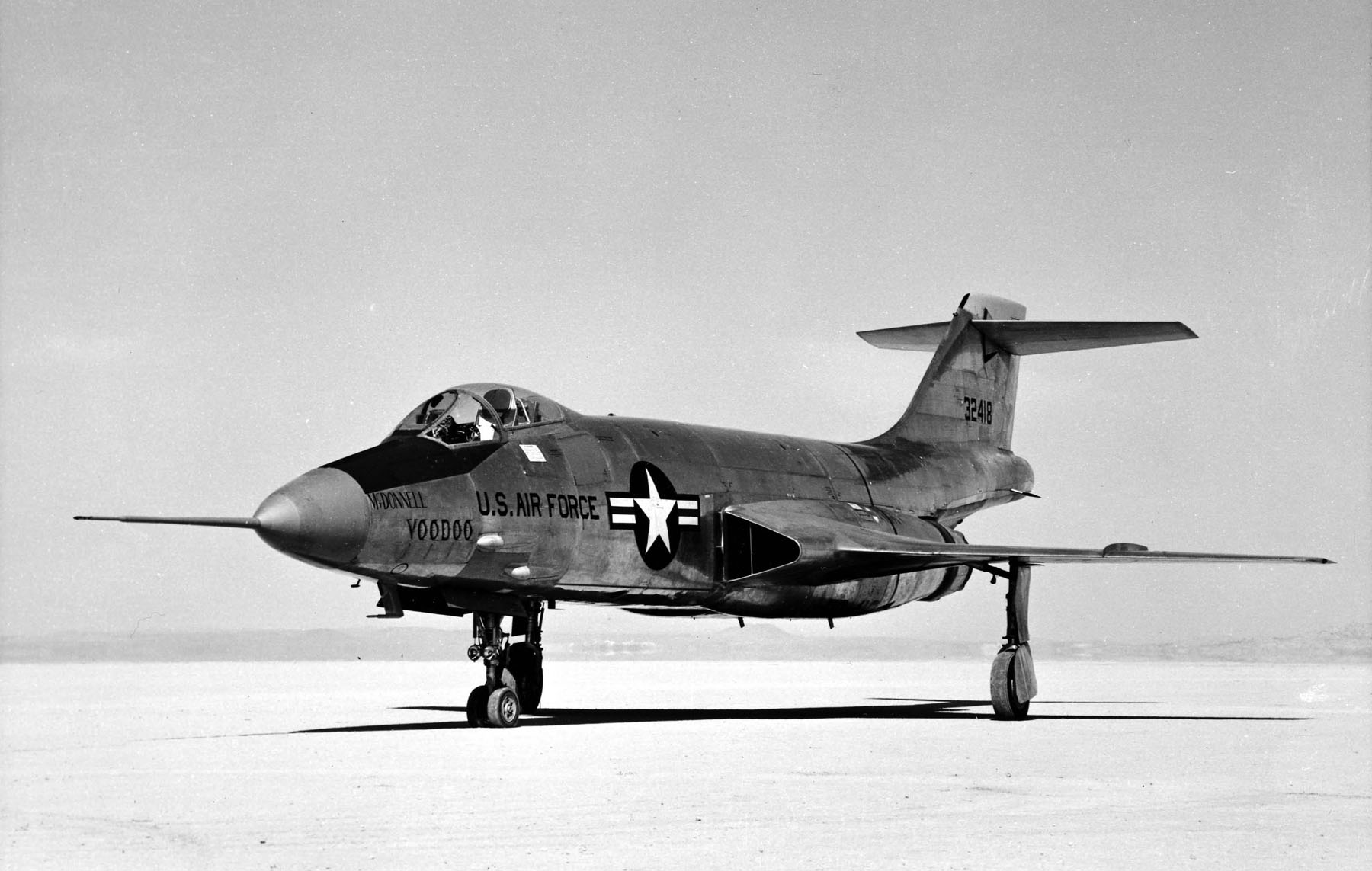
F-101A Voodoo (53-2418)

První F-101A byla dodána na leteckou základnu Edwards a vzlétla 29. září 1954. Do konce roku letectvo získalo ještě tři předprodukční F-101A, které sloužily k testování. Hned v úvodu letových zkoušek bylo identifikováno několik problémů s motorem a ovladatelností stroje. Výroba byla pozastavena a McDonnell pracoval na odstranění nedostatků.
Dne 2. května 1957 byla F-101A zavedena do služby. Výroba této verze probíhala do října 1957 a celkově McDonnell vyrobil 77 letadel. Z nich se však jen 50 dostalo k bojovým jednotkám, zbytek sloužil k testování.
Délka letadla byla 20,55 m, což bylo o 6 m více než měla F-100A Super Sabre, v té době zaváděná do služby. Stroj měl maximální vzletovou hmotnost 22 680 kg. Křídlo se šípovitostí 45° bylo vybaveno vztlakovými klapkami a křidélky.
Každý z dvojice motorů J57-P-13 dosahoval maximálního tahu 66 kN. Tento pohon dělal z F-101A Voodoo jedno z nejvýkonnějších letadel své doby. Stroj dosahoval maximální rychlosti 1722 km/h a dostupu 15 331 m. Letadlo bylo schopné doplňovat palivo za letu.
Základní výzbroj stíhačky se skládala ze čtyř kanónů M39 ráže 20 mm. Na každé straně trupu byla dvojice kanónů a každý z nich měl zásobník s 200 náboji. F-101A mohla nést po jedné jaderné pumě typu Mk 7, Mk 28 nebo Mk 43.
Při vzletové hmotnosti vyšší než 16 783 kg zvládl drak letadla přetížení do 6,33 g. F-101A tak nemohla provádět vzdušné manévry a nebyla proto příliš vhodná pro úlohy taktického bombardéru.
12. prosince 1957 prolomila F-101A světový rekord, když dosáhla rychlosti 1943 km/h. Toto letadlo bylo poháněno výkonnějšími motory J57-P-55 a v této úpravě neslo označení JF-101A.

### F-101C / RF-101H

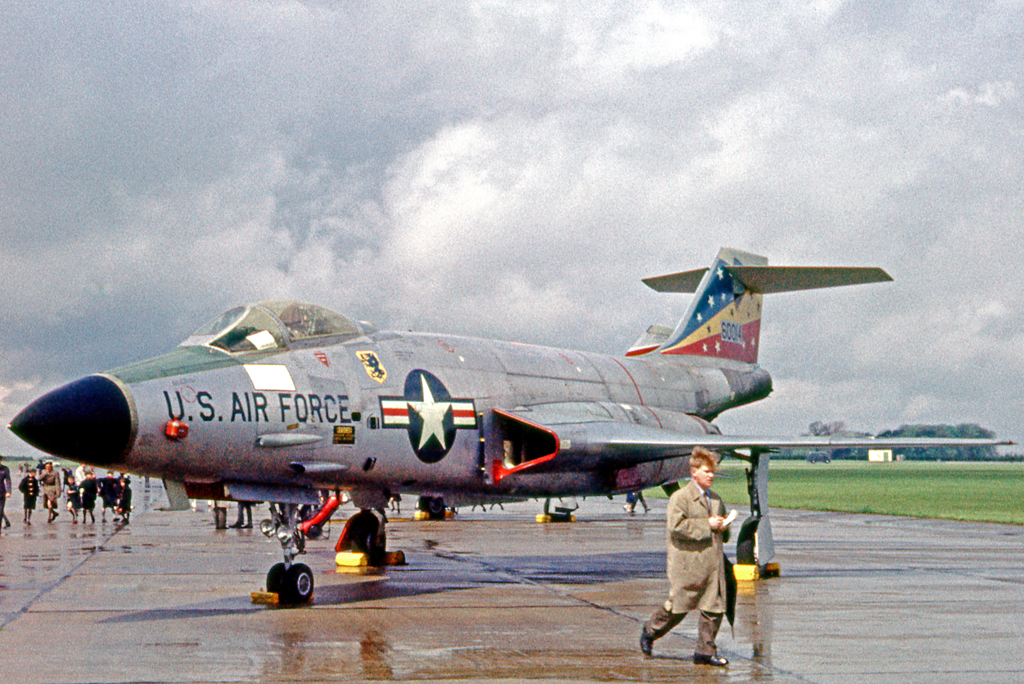
McDonnell F-101C Voodoo (56-0014) v roce 1962

Problémy s omezenou obratností F-101A řešil McDonnell zesílením draku, což umožnilo letadlu zvládat přetížení do 7,33g. Dále došlo ke změnám v palivovém systému, což umožnilo zvýšení maximální doby letu s přídavným spalováním. Stejně jako F-101A byl také vybaven podtrupovým závěsem k přepravě atomových zbraní a dalšími dvěma závěsy pro přídavné nádrže o objemu 450 gallonů. Tento stroj dostal označení F-101C a poprvé vzlétl 21. srpna 1957. Celkem bylo do května 1958 v této verzi vyrobeno 47 letadel.
F-101C do boje nikdy nezasáhla. V roce 1966 začalo americké letectvo verze F-101A a F-101C vyřazovat a nahrazovat stroji F-4C Phantom II. 32 letadel bylo později přestavěno na neozbrojené průzkumné stroje s označením RF-101H. U národní letecké gardy sloužily až do roku 1972.

### RF-101A

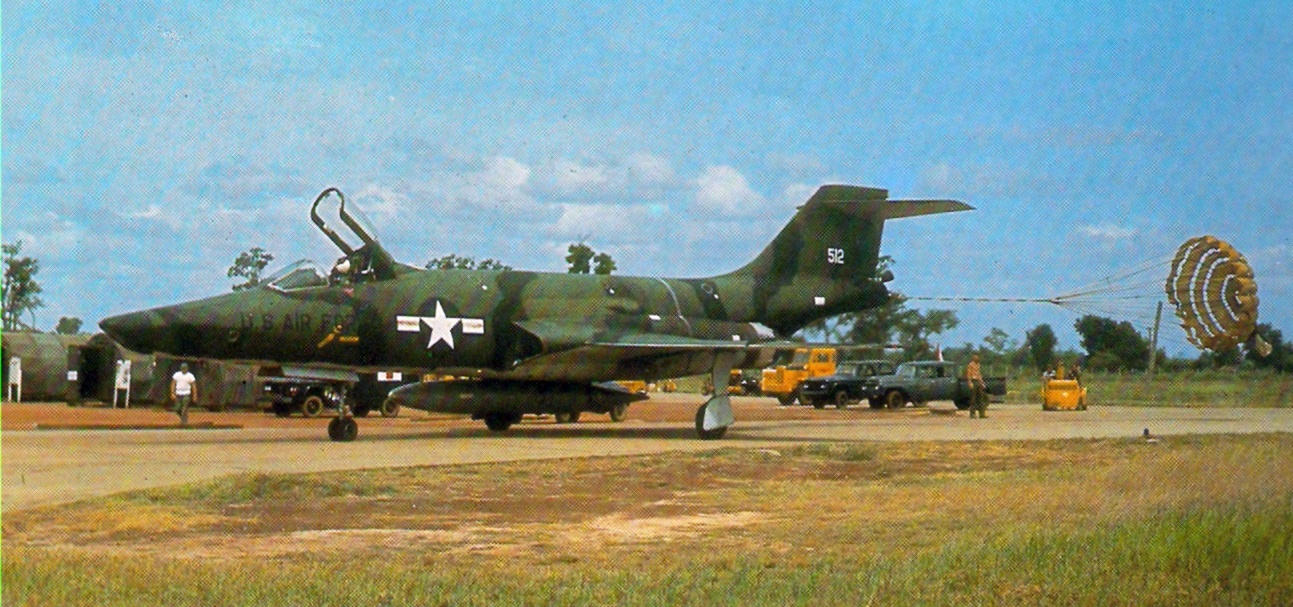
RF-101A (s/n 54-1512) z 33. taktické skupiny po přistání na thajské základně Udorn, cca 1965

V květnu 1957 byla do služby u amerického letectva zavedena průzkumná verze RF-101A, které se vyrobilo 35 letadel. RF-101A se od předchozích variant odlišovala prodlouženým a zkoseným nosem. Letadlo bylo vybaveno jedním fotoaparátem s dlouhou ohniskovou vzdáleností Fairchild KA-1, třemi fotoaparáty Fairchild KA-2 a jednou kamerou CAI KA-18. RF-101A bylo první nadzvukové letadlo, schopné provádět fotografický průzkum.

### RF-101C
V září 1957 vstoupila do služby průzkumná verze se zesíleným drakem a schopností nést jadernou pumu. RF-101C se vyráběla do března 1959 a celkově sjelo z linky 166 kusů.

### F-101B

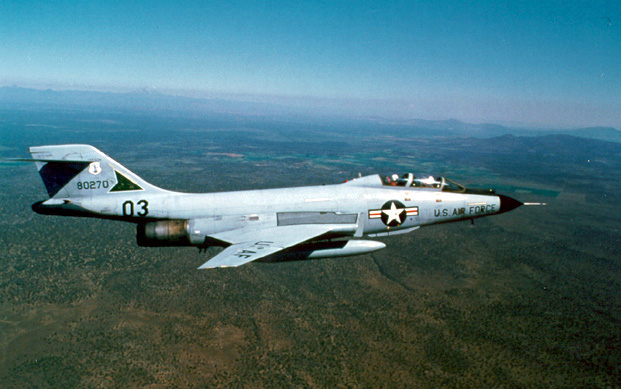
Dvoumístný McDonnell F-101B Voodoo (58-0270)

Když byly zavedeny proudové bombardéry B-52 Stratofortress, které dosahovaly vysokou rychlost a měly velký dostup, eskortní stíhačky ztratily význam. Proto se změnily i požadavky amerického letectva, které chtělo dvoumístnou záchytnou verzi F-101, schopnou nasazení v jakémkoliv počasí. Na základě toho vznikla varianta F-101B, která byla do služby zařazena v lednu 1959. Do března 1961 bylo vyrobeno 480 kusů F-101B. Ačkoliv mělo letadlo několik nedostatků (špatně navržené místo obsluhy radaru, pomalý systém řízení palby), představovala F-101B stíhačku se zlepšenými schopnostmi za "přijatelné" náklady (1,7 milionu dolarů na jedno letadlo ve srovnání se 4,7 miliony dolarů za F-106A Delta Dart.
Ještě v roce 1959 McDonnell modifikoval přibližně čtvrtinu všech vyrobených F-101B tak, že získaly zdvojené řízení. Tato letadla nesla označení TF-101B a používala se k výcviku pilotů. V roce 1961, po úpravě 79 letadel, byly přejmenovány na F-101F.
V rámci modernizačního programu Project Bold Journey, který probíhal v letech 1963 až 1966, byla většina F-101B vybavená infračervenými senzory. Ty měly usnadnit sledování nepřátelských letadel i v prostředí, kde docházelo k rušení palubních radarů.
Postupné vyřazování stíhaček F-101B/F z amerického letectva začalo v roce 1969, aniž by v reálné bojové situaci uskutečnily i jen jeden ostrý výstřel. Několik letadel F-101B letectvo provozovalo do září 1982, přičemž sloužily k výcviku pilotů záchytných stíhaček.

## Služba

### Kubánská krize
Během kubánské krize v říjnu 1962 vykonávala letadla RF-101A a RF-101C nad územím Kuby průzkumné mise. Celkově uskutečnily 82 misí, přičemž létaly v nízké výšce, aby se vyhnuly sovětským raketovým systémům země-vzduch. Tyto průzkumné lety nakonec potvrdily, že Kuba jaderné zbraně skutečně ze svých základen odstranila.

### Válka ve Vietnamu
Od roku 1961 vzlétaly průzkumné letouny RF-101C ze základny Kadena na Okinawě a vykonávaly hlídkové lety nad Laosem a Jižním Vietnamem. V roce 1965 se RF-101C přesunuly na thajskou základnu Udorn, odkud vzlétaly na průzkumné mise i nad Severním Vietnamem.
Koncem roku 1967 přestala letadla F-101 Voodoo provádět operace nad Severním Vietnamem a jejich průzkumné úkoly převzaly stroje RF-4C. Všechny RF-101C byly z bojové zóny zcela staženy do konce roku 1970. V období mezi lety 1965 a 1970 přišlo americké letectvo o 33 letadel RF-101C v důsledku nepřátelské protiletecké palby a jeden tento stroj sestřelil severovietnamský MiG-21.

## Varianty
- F-101A – stíhací bombardér

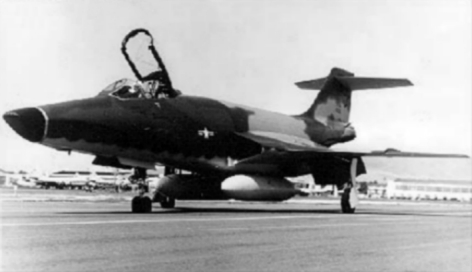
RF-101C-55-MC (56-0220). Tento letoun byl 7. března 1966 nad severním Vietnamem zasažen raketou země-vzduch, pilot zahynul.

- F-101C – vylepšená F-101A, která se vyznačovala zesíleným drakem a schopností nést jadernou pumu
- RF-101A – fotografická průzkumná verze postavená na bázi F-101A
- RF-101C – průzkumná verze, která vycházela z verze se zesíleným drakem F-101C
- F-101B – dvoumístná záchytná stíhačka s dlouhým doletem
- TF-101B/F-101F – cvičná verze
- CF-101B/CF-101F – označení letadel F-101B a F-101F, která sloužila v kanadském letectvu.[3]
- RF-101G/RF-101H - modifikované verze F-101A a F-101C, které sloužily jako neozbrojená průzkumná letadla u Národní gardy. Změny zahrnovaly demontáž radaru a výzbroje, instalaci nových elektronických komponentů a nového krytu nosu pro fotografické vybavení.

## Uživatelé

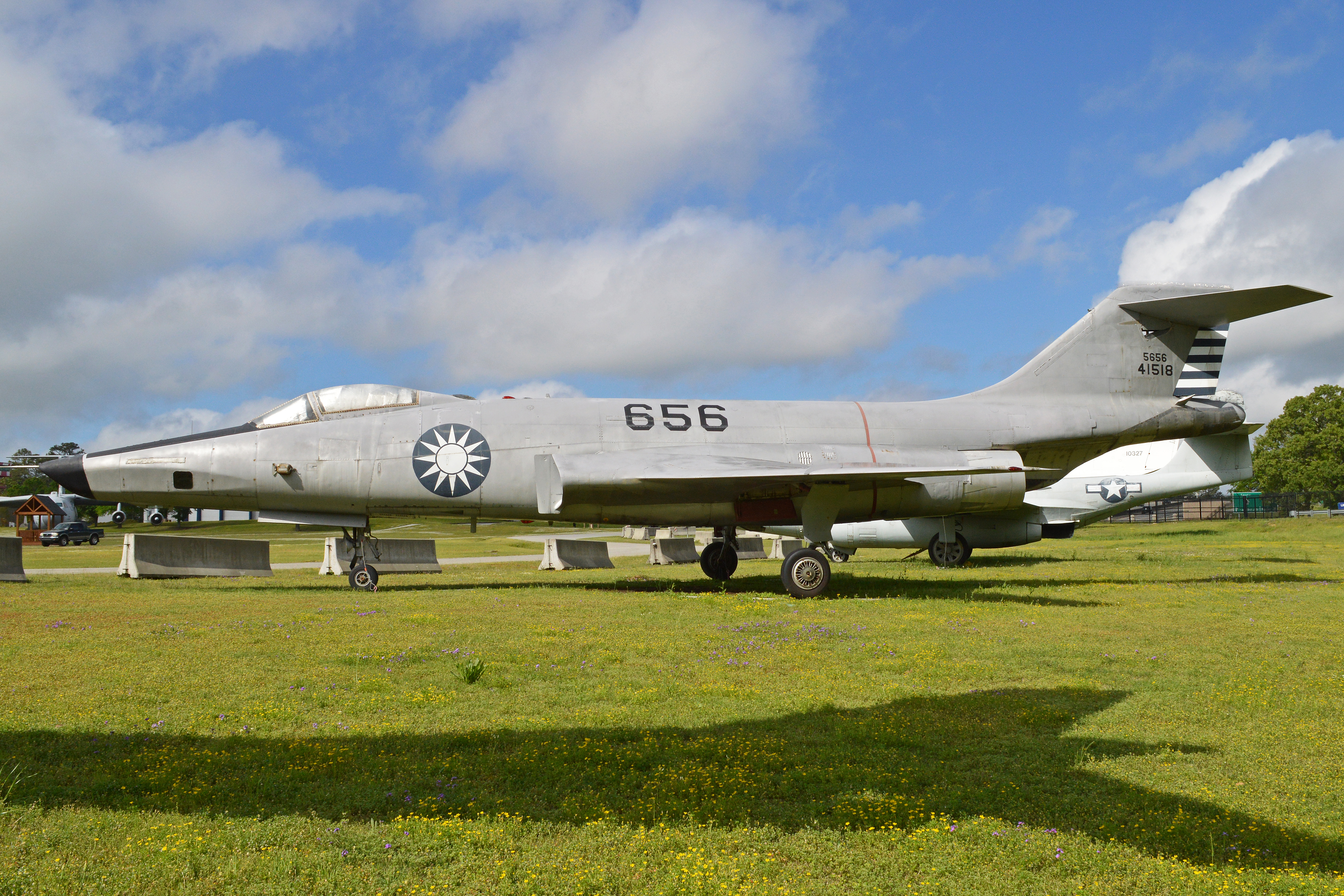
McDonnell RF-101C Voodoo, letectvo Čínské republiky

Kanada
- Royal Canadian Air Force
- Canadian Forces

 Čínská republika
- Letectvo Čínské republiky

 USA
- USAF

## Specifikace (F-101B)

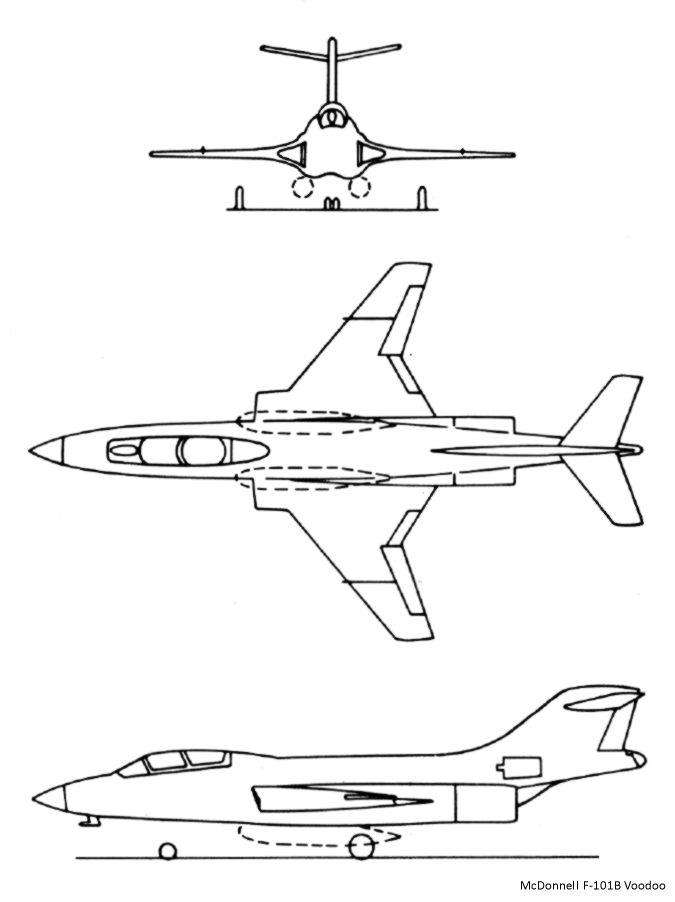
Třípohledový nákres F-101B

### Technické údaje
- Osádka: 2
- Rozpětí: 12,09 m
- Délka: 20,55 m
- Výška: 5,49 m
- Nosná plocha: 34,2 m²
- Plošné zatížení: 607 kg/m²
- Profil křídla: NACA 65A007 mod root, 65A006 mod tip
- Hmotnost prázdného stroje: 12 925 kg
- Vzletová hmotnost: 20 715 kg
- Maximální vzletová hmotnost: 23 770 kg
- Pohonná jednotka: 2× proudový motor Pratt & Whitney J57-P-55 s přídavným spalováním
  - Tah: 53,3 kN každý
  - Tah s přídavným spalováním: 75,2 kN každý
- Zásoba paliva ve vnitřní nádrži: 7 771 l
- Zásoba paliva v přídavné nádrži: 11 178 l

### Výkony
- Maximální rychlost: 1825 km/h v 10 500 m
- Dostup: 17 800 m
- Stoupavost: 250 m/s
- Dolet: 2450 km
- Tah/Hmotnost: 0,74

### Výzbroj
- 2× AIM-4 Falcon a 2× AIR-2 Genie
- 4× AIM-4 Falcon